# Messerfasenwinkel
Der Messerfasenwinkel ist ein Begriff aus der industriellen und manuellen Buchbinderei und kennzeichnet den Winkel, der vom Messerrücken und der Messerwate (Spanfläche) eingeschlossen wird. Er wird auch als Keilwinkel, oder Watenwinkel bezeichnet.

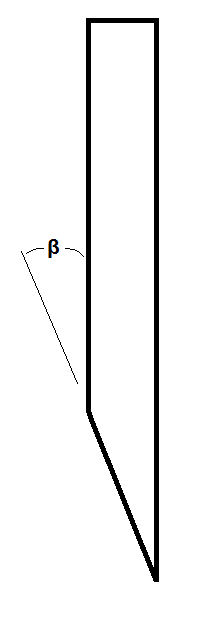
Darstellung des Messerfasenwinkels

## Winkelgrade und Anwendung
Die Größe des Messerfasenwinkels richtet sich nach dem Schneidgut. Die verwendeten Winkelgrößen in der Buchbinderei liegen zwischen 16° und 26°. Der Standardwinkel hat sich, wegen des immer härteren Schneidgutes, inzwischen von 21° auf 24° erhöht. Dies bedeutet, dass der Messerfasenwinkel mit der Härte des Schneidgutes zunimmt.